# Гнезненские врата

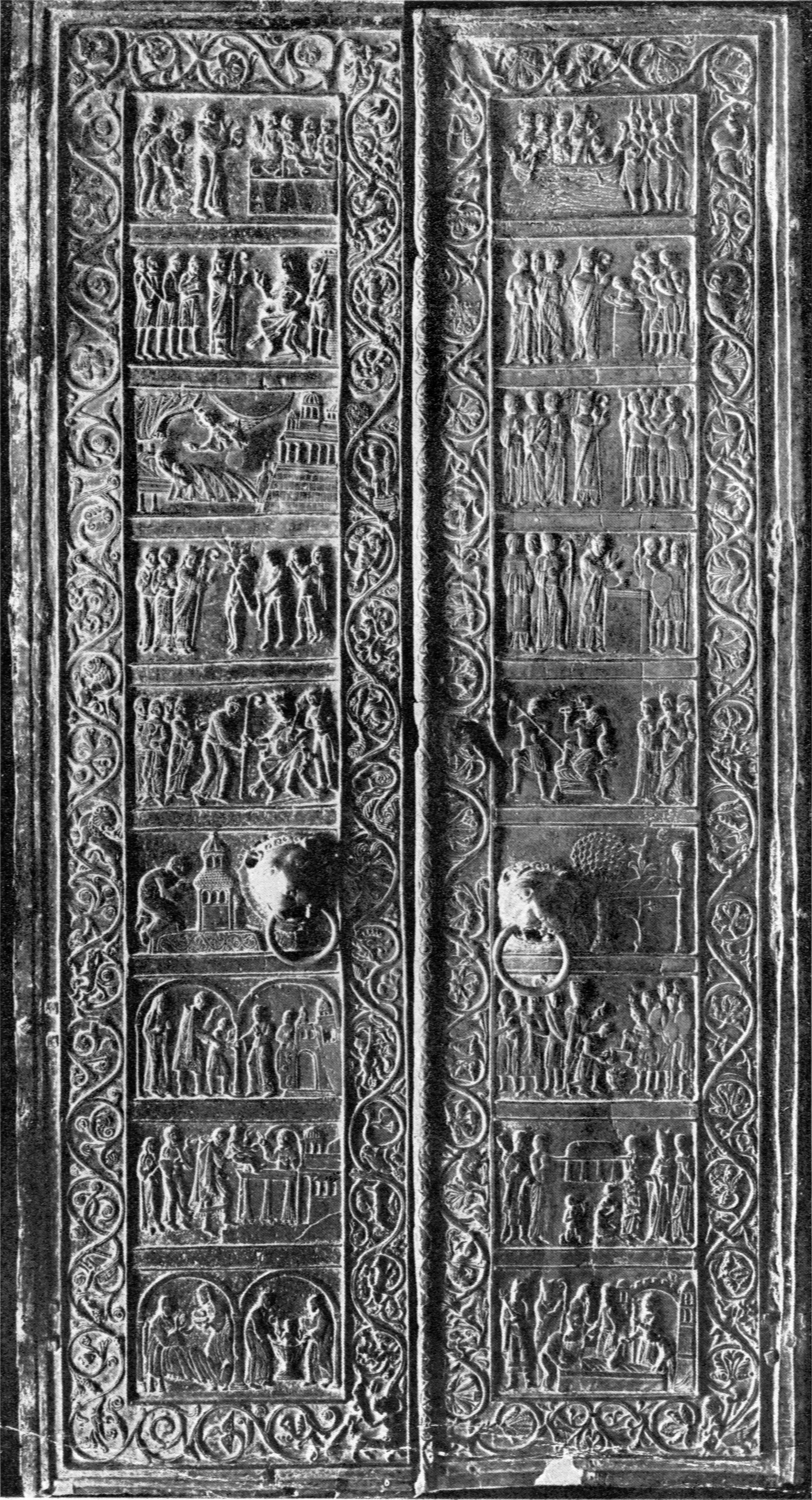
Общий вид

Гнезненские врата — двупольные распашные двери, отлитые из бронзы в XII веке. Находятся в Гнезненском архикафедральном костёле.
Были созданы между 1160 и 1180 годами по заказу гнезненского архиепископа и представляют на восемнадцати рельефах сцены из жизни святого Войцеха из Праги, патрона собора.
История врат остается предметом спора историков. Возможно, что они были отлиты в Гнезне мастерами из Мааса, или же изготовлены в Хильдесхайме, или в Магдебурге.
Они напоминают магдебургские врата из Великого Новгорода.
Левая створка размером 328 × 84 × 1,5 см изготовлена одним куском, правая смонтирована из 24 отдельных частей.

## Ссылки

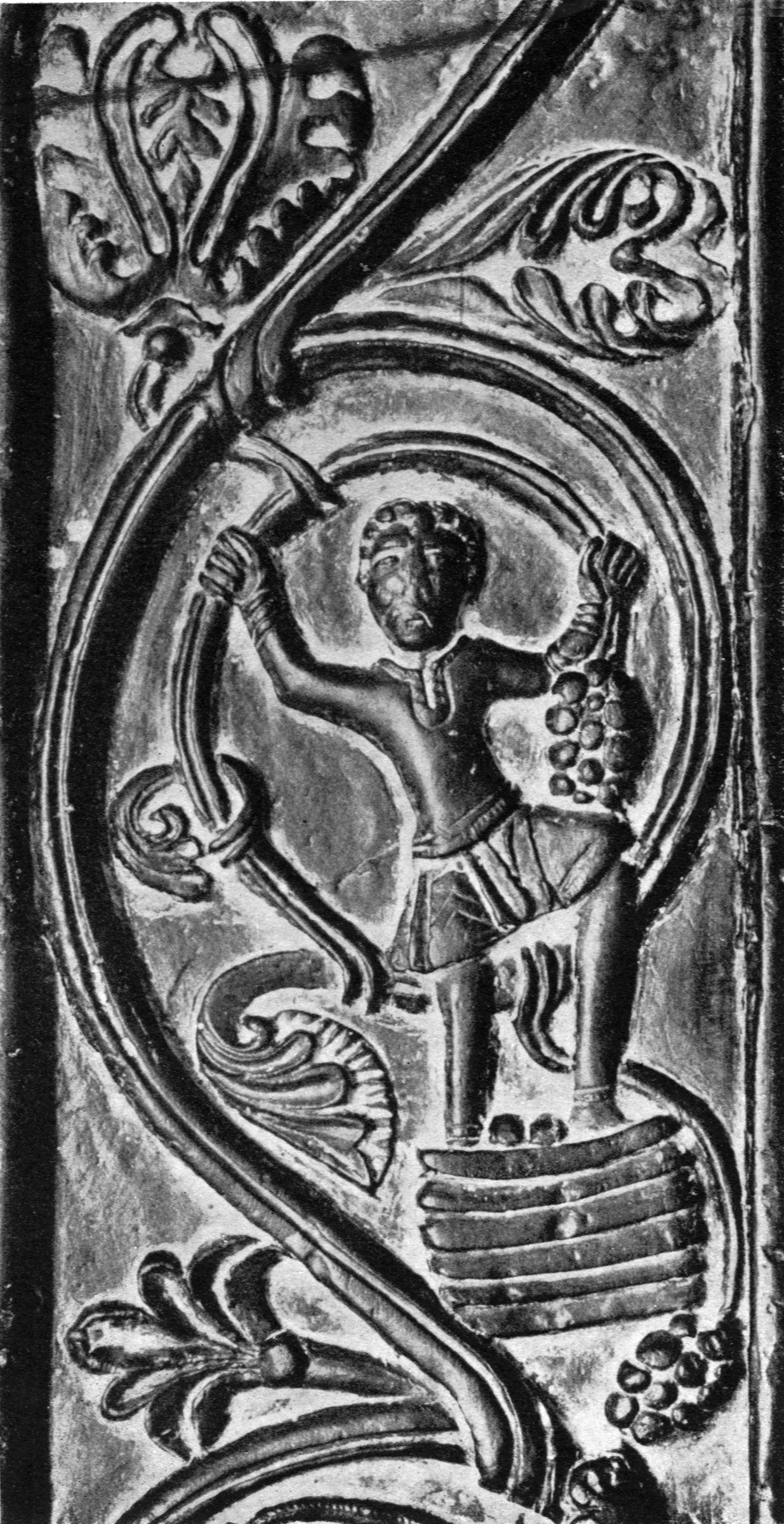
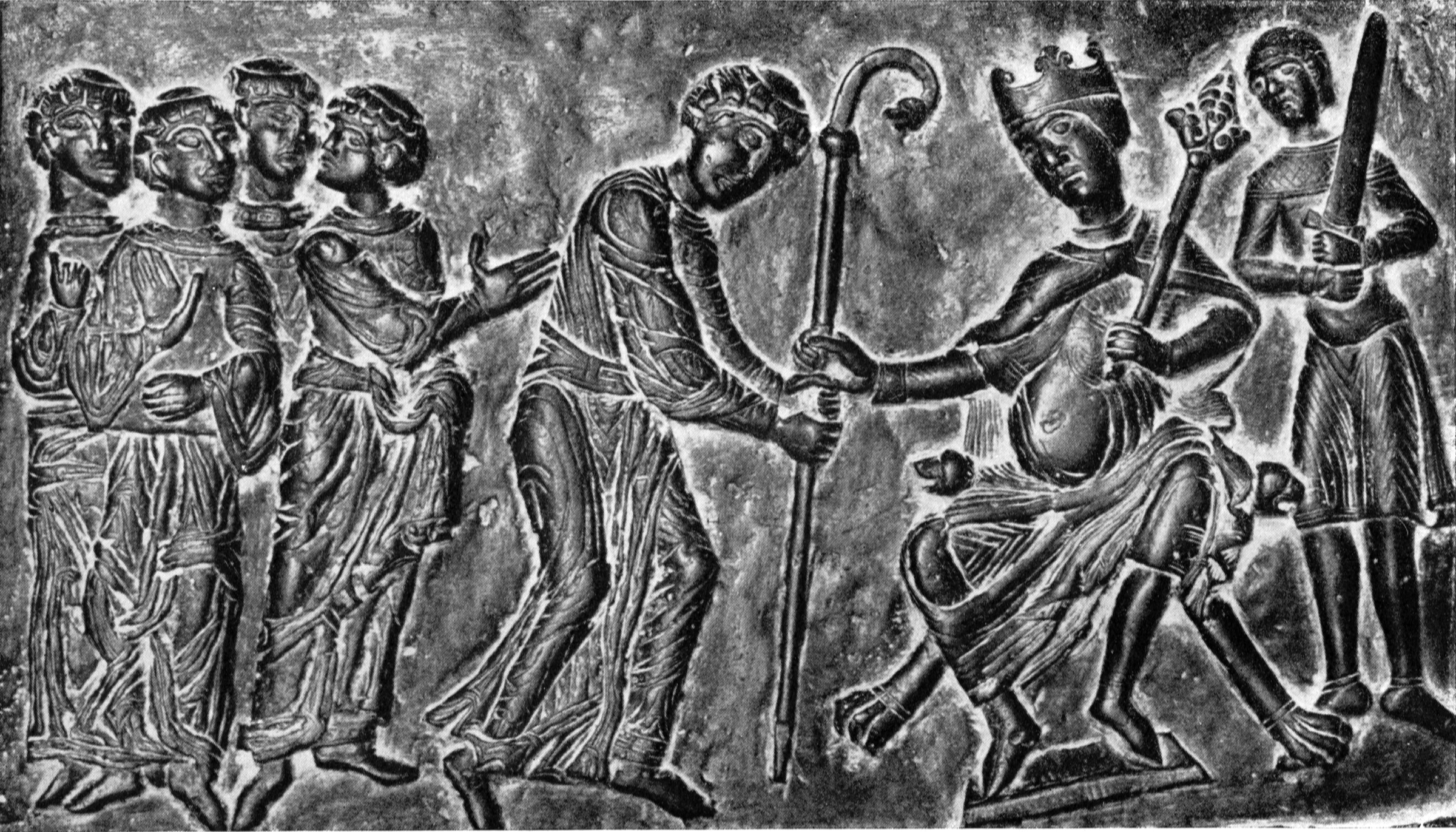
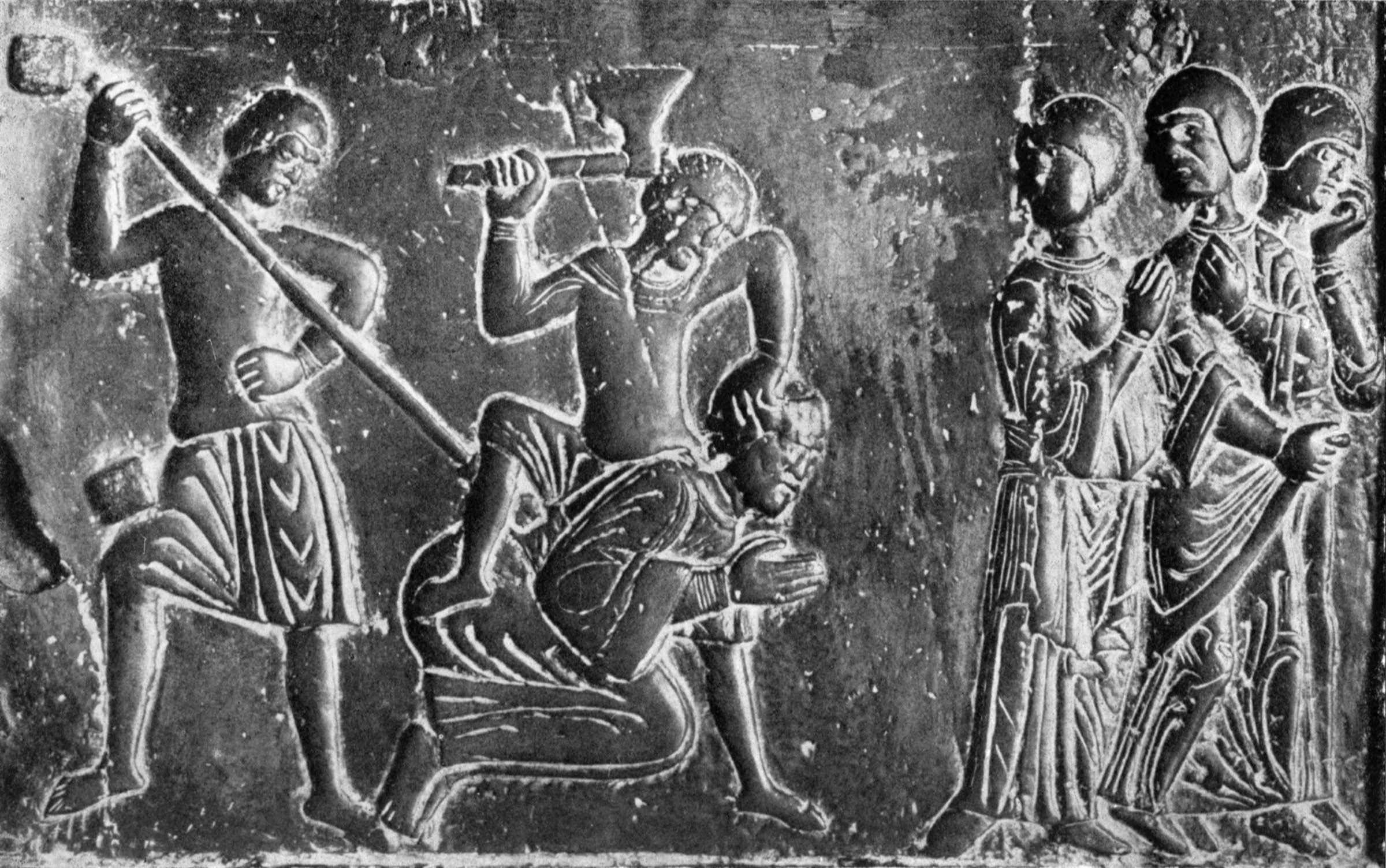
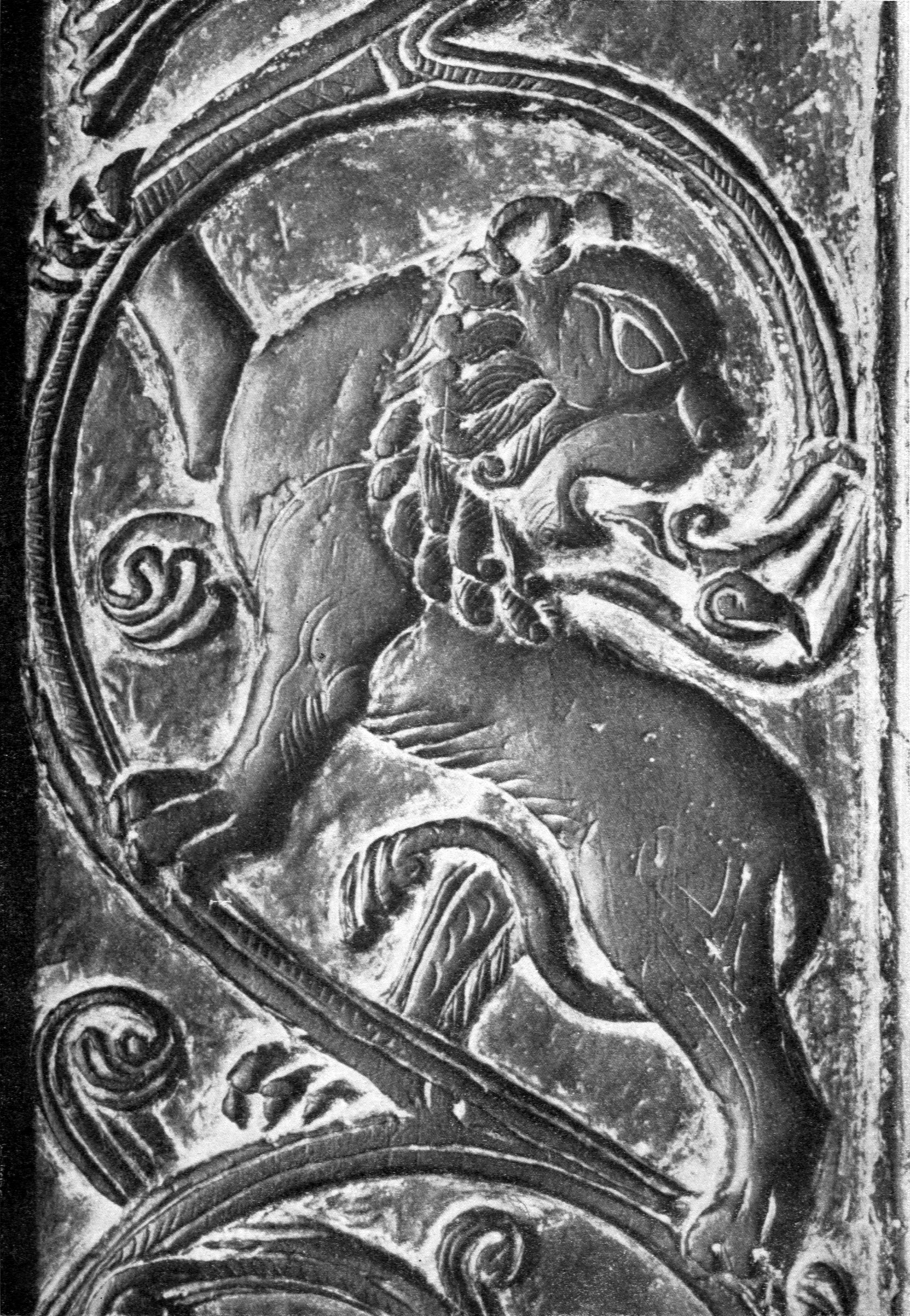